# 五一路
五一路，或五一大道，是中国大陆最常见的城市路名之一，是因为五一国际劳动节而得名。部分城市的五一路为繁华路段。

## 各个城市的五一路
- 长沙五一路
- 福州五一路
- 太原五一路
- 重庆五一路
- 张家口五一路
- 香河五一路（S271省道）